# دهستان سید ولی‌الدین
دهستان سید ولی‌الدین، یکی از دهستان‌های بخش شهیون شهرستان دزفول در استان خوزستان است.

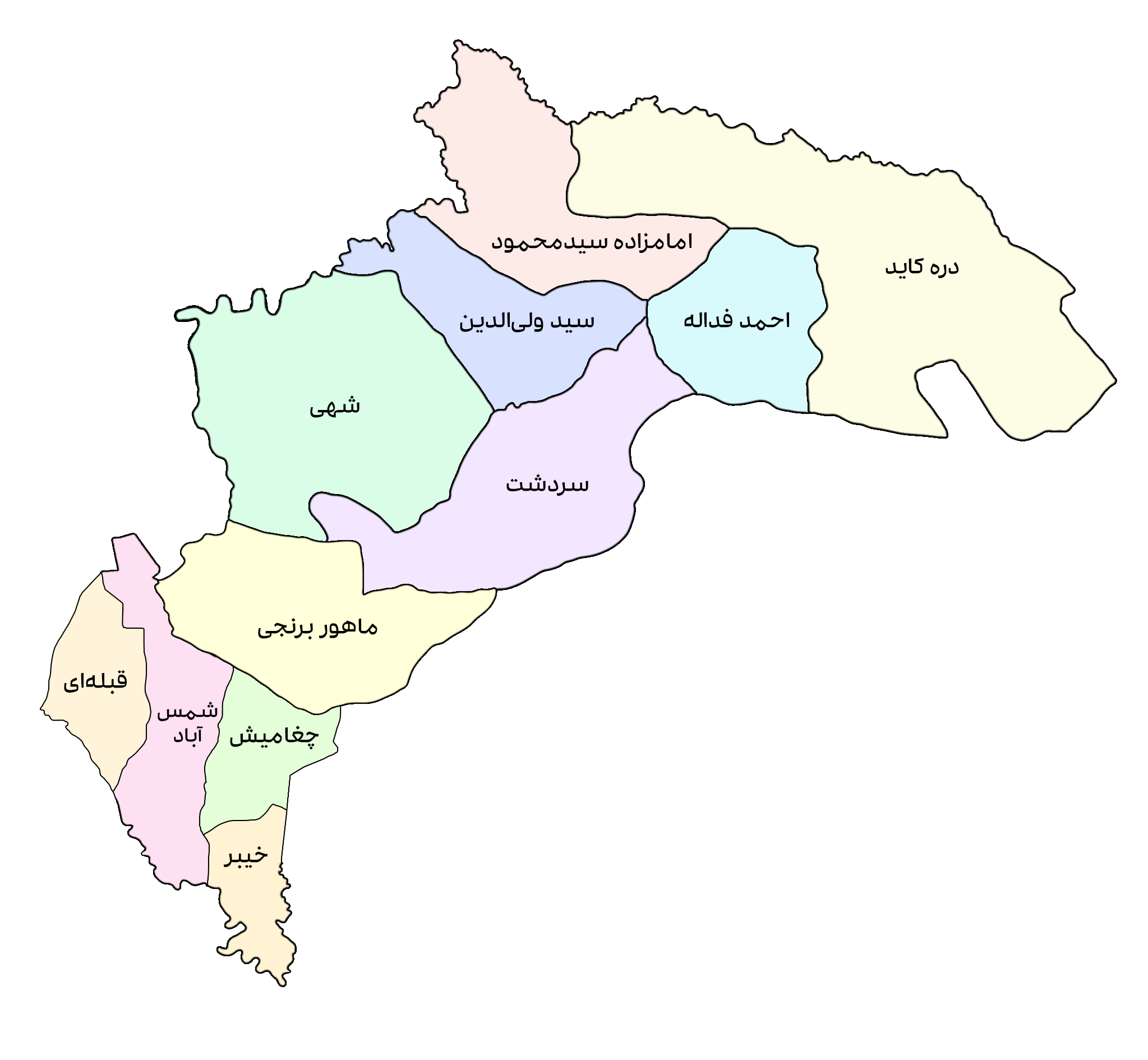
نقشه دهستان‌های شهرستان دزفول